# Tunnel Mały Wołowiec
Der Tunnel Mały Wołowiec (deutsch Ochsenkopftunnel) ist eine Tunnelanlage bestehend aus zwei Eisenbahntunneln in der Nähe von Wałbrzych in der Woiwodschaft Niederschlesien. Die Tunnel befinden sich unter dem Berg Mały Wołowiec (Kleiner Ochsenkopf) (720 m über dem Meeresspiegel) im südöstlichen Teil des Waldenburger Berglands im Eulengebirge zwischen den Städten Wałbrzych und Jedlina-Zdrój an der Bahnstrecke Kłodzko–Wałbrzych. Sie gehören zu den längsten Tunneln in Polen.

## Geschichte
Der Bau der westlichen Tunnelröhre dauerte von 1876 bis 1879 und fand unter Anleitung durch die Ingenieure Haupt und Albrecht statt. Auf einer Länge von 1560 m wurde die Röhre, ausgekleidet mit einer Mauerwerkshülle, gegraben. Der erste Zug fuhr offiziell erst am 15. Oktober 1880 durch den Tunnel, nachdem alle Arbeiten an der eingleisigen Strecke abgeschlossen waren.
Der Tunnelbau erfolgte nach der österreichischen Methode mit einem Richtstollen. Besonders herausfordernd war ein etwa 150 Meter langer Abschnitt im westlichen Teil des Tunnels, der von extrem hartem Vulkangestein, insbesondere Porphyr, geprägt war. Aufgrund der schwierigen Bedingungen wurden mehrere Stollen gleichzeitig gebohrt. Die kurze Bauzeit trotz dieser Herausforderungen war vor allem dem Einsatz moderner Technik zu verdanken. Erstmals wurden hydraulische Bohrer nach dem Brandt-System aus der Schweiz eingesetzt. Diese revolutionäre Technologie, die zuvor bereits beim Bau des Pfaffensprungtunnels der Gotthardbahn und später im Arlbergtunnel in Tirol genutzt wurde, ermöglichte ein schnelles Durchdringen harter Gesteinsschichten. Die Bohrer bestanden aus einem Zweikernbohrer mit 80 mm Durchmesser, einer Montagesäule und einer 20 PS starken Dampfmaschine mit Pumpen. Während sich der äußere Bohrer mit nur 5–6 Umdrehungen pro Minute langsam drehte und das Gestein mit großer Kraft durchdrang, arbeitete der Diamantkernbohrer im Inneren mit bis zu 6000 Umdrehungen pro Minute unter geringem Druck. Zwei Pumpen förderten etwa 150 Liter Wasser pro Minute zur Kühlung der Bohrmaschine. Da das Gestein Risse aufwies, wurde der Tunnel mit Zementmörtel abgedichtet und teilweise mit Zinkblech verstärkt. Zur Belüftung wurden zwei Schächte installiert, die sich am südlichen und mittleren Teil des Tunnels befinden. Der Einsatz dieser fortschrittlichen Technik verdeutlicht den hohen Stand der Ingenieurskunst in Schlesien zu dieser Zeit.
Ende des 19. Jahrhunderts wurde beschlossen, ein zweites Parallelgleis zu bauen. Der Tunnel wurde 1912 für den Verkehr freigegeben. Die 1876 bis 1879 gebaute westliche Tunnelröhre wurde Ende der 1990er Jahre für den Verkehr gesperrt.
Der Bau einer zweiten, östlich liegenden Tunnelröhre erfolgte später zwischen 1909 und 1911 durch die Firma Jäckel aus Jauer. Die daran beteiligten Arbeiter stammten überwiegend aus Tirol. Die tägliche Vortriebsleistung lag je nach Härte des Gesteins zwischen 2,36 und 5,2 Metern. Die Portale des älteren (südlichen) Tunnels wurden mit markanten Sandsteinquadern gestaltet, und eine rechteckige Fläche am Gipfel war für eine Gedenktafel vorgesehen, die heute keine Inschrift mehr trägt. Am neueren Tunnel ist jedoch eine erhaltene Tafel mit der Inschrift „1909–1911“ sowie den Namen „Rietzsch, Frewert, Gutstadt“ angebracht, die auf die damals zuständigen Eisenbahnverwalter aus Breslau hinweist. Diese wirkten zur selben Zeit auch am Köhlerbergtunnel und (Rietzsch und Frewert mit Buddenberg) am Eisenbahntunnel bei Niederkönigswalde mit.
Bei dem Bau wurden wichtige geologische Erkenntnisse gewonnen. Die ersten 310 m des Ochsenkopftunnels bestehen aus flachfallenden Karbonschichten, gefolgt von einer 15 m breiten Zone zersetzter Sedimente. Danach erscheinen Felsitporphyr und geschichtete Tuffe mit westlichem Einfallen. Eine Störungszone mit lehmigen Sedimenten trennt die Tuffe von den Karbonschichten der Steingrunder Seite, deren Einfallen von NW nach SW wechselt. Das Ochsenkopfmassiv aus Porphyr und Tuff wird auf beiden Seiten durch Verwerfungen begrenzt.

## Beschreibung

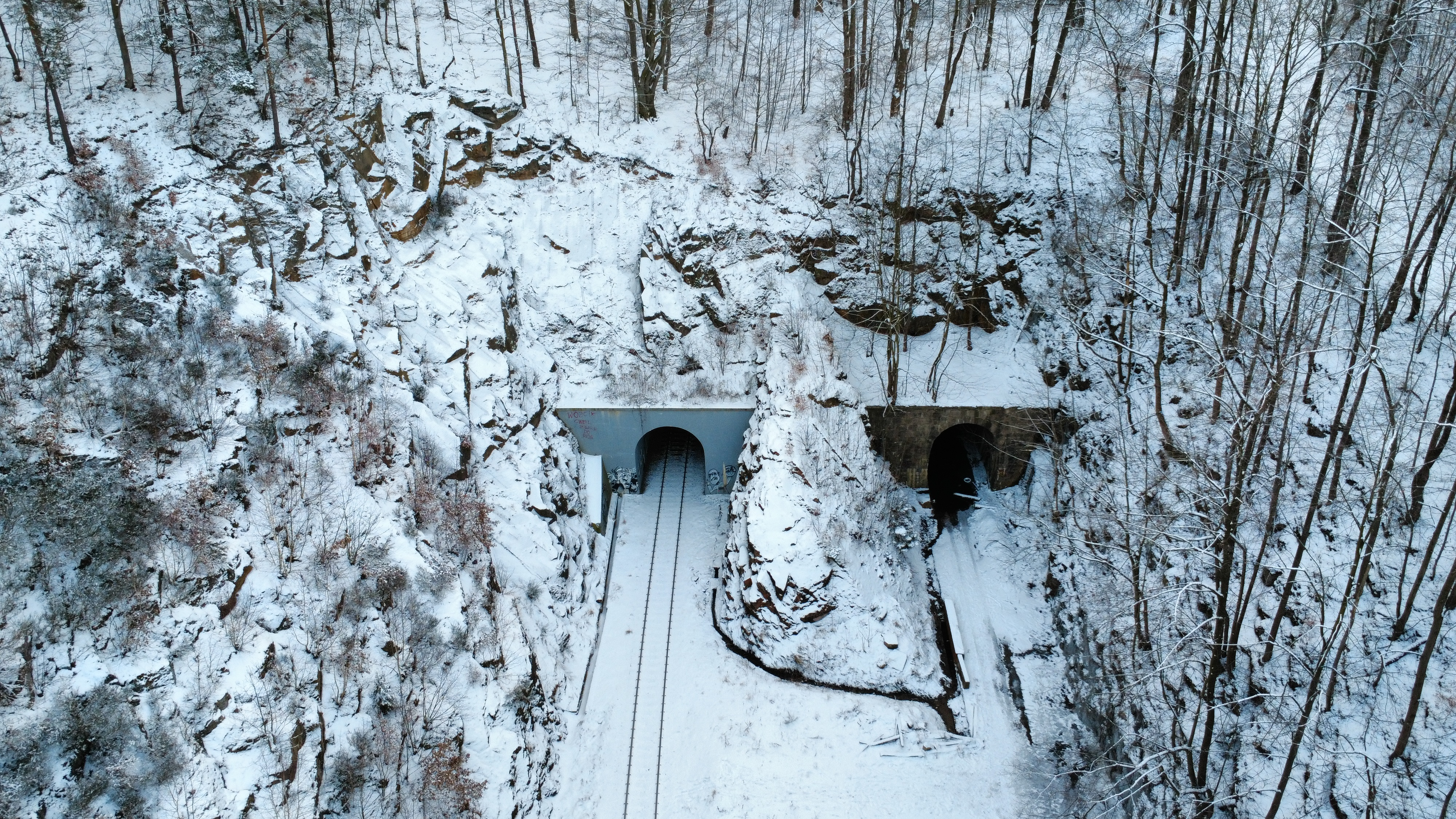
Nördliche Tunnelportale des Ochsenkopftunnels

Es handelt es sich um zwei parallele, gerade, legierte, eingleisige Eisenbahntunnel. Der erste Tunnel mit einer Länge von 1560 m wurde 1876–1879 gegraben. Die zweite parallel verlaufende Bohrung mit einer Rekordlänge von 1.601 m wurde zwischen 1907 und 1912 durchgeführt. Die Tunneleingänge befinden sich auf einer Höhe von 535 und 540 m über dem Meeresspiegel und ihre Neigung nach Südosten beträgt 3,12 Promille. Die maximale Tiefe der Tunnel von der Oberfläche aus beträgt 181 m. Die Tunnel bestehen aus Mauerwerksauskleidungen aus Steinblöcken, teilweise aus Klinkersteinen, und stellenweise mit Einlagen aus Stahlbetonauskleidungselementen. Die Portale der Tunneleingänge wurden mit einer Steinverkleidung aus Keilen abgeschlossen. Die Form der Tunnel ist elliptisch. Die Breite beträgt 4,8 m, die Höhe 5,8 m. In den Tunnelwänden wurden mehrere Flucht- und Revisionsnischen für die Tunnelentwässerung angebracht. Um den Dampf aus den Dampflokomotiven abzuführen, wurde zur Belüftung in der Mitte des Tunnels ein Lüftungsschacht (Schornstein) aus dem Fels gegraben und zwischen den parallelen Tunneln fünf Verbindungsgänge angelegt; drei davon sind bis heute offen und können im Bedarfsfall als Fluchtweg genutzt werden.

## Zusammenhang mit dem Projekt Riese
Im Rahmen des Projekt Riese wurden im Eulengebirge zur Zeit des Zweiten Weltkrieges von Zwangsarbeitern mehrere Stollensysteme angelegt. Es wird davon ausgegangen, dass die Anlage im Eulengebirge als Führerhauptquartier (FHQu) und als Ersatz zur bekannten Wolfsschanze dienen sollte.
Gemäß einer geheimen Kommandosache über den Bauzustand der Anlagen FHQu war die Unterbringung eines Zuges im Bahnhof Bad Charlottenbrunn und im Ochsenkopftunnel vorgesehen. Die Anlagen dazu befanden sich bereits im Bau und sollten zum 15. Oktober 1944 betriebsbereit sein.
Tatsächlich befindet sich im nördlichen Teil der westlichen Tunnelröhre anstelle der sonst vorhandenen Mauerwerkshülle eine Betonhülle.
Hin und wieder wird der Ochsenkopftunnel auch mit der Legende um den Gold-Zug von Wałbrzych gebracht. Es wäre ohne weiteres möglich gewesen, einen Zug, der mit Gold beladen war, in den Tunnel zu fahren und dort zu verstecken.

## Galerie

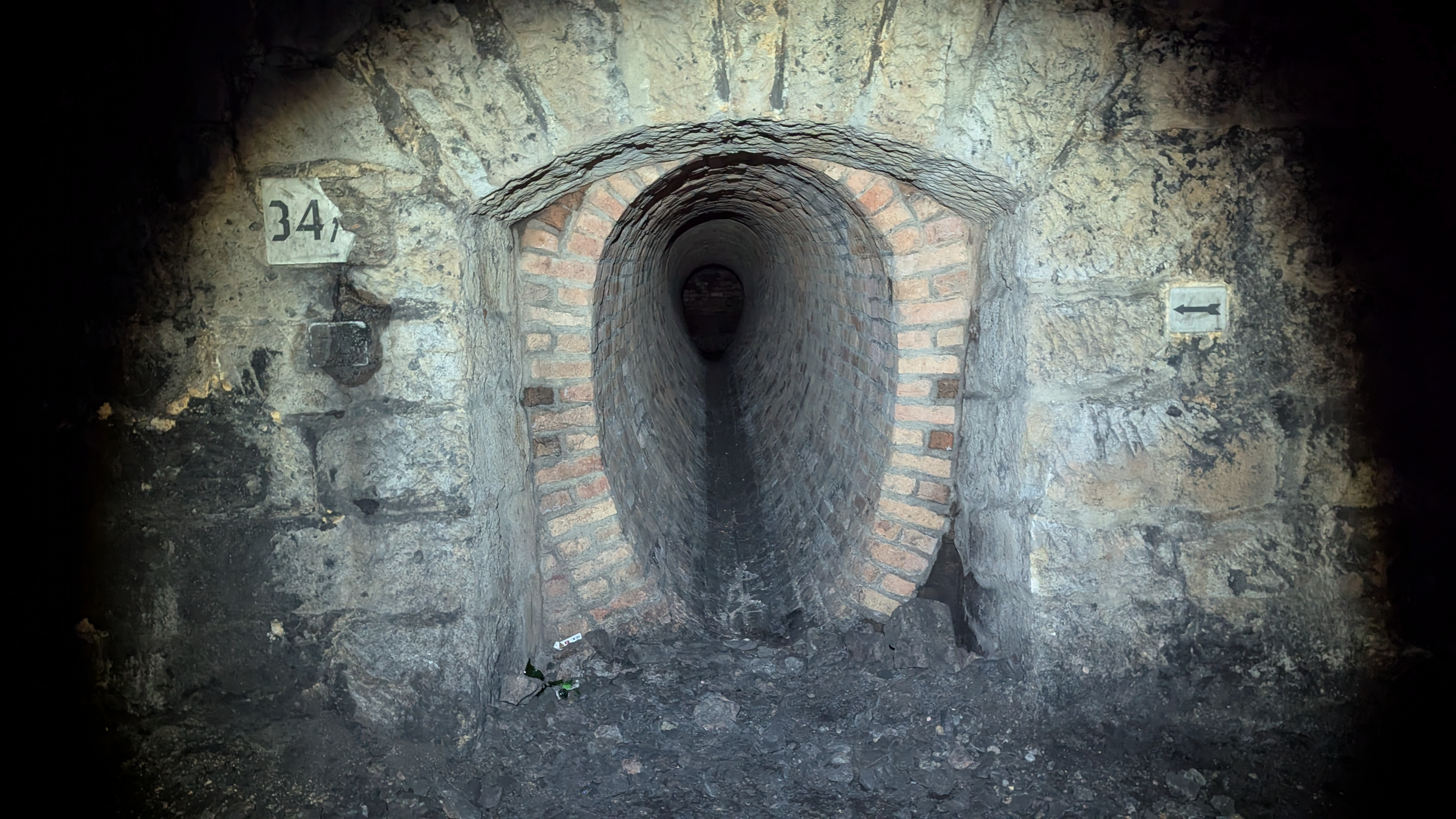
Verbindungsgang zwischen den beiden Röhren des Ochsenkopftunnels
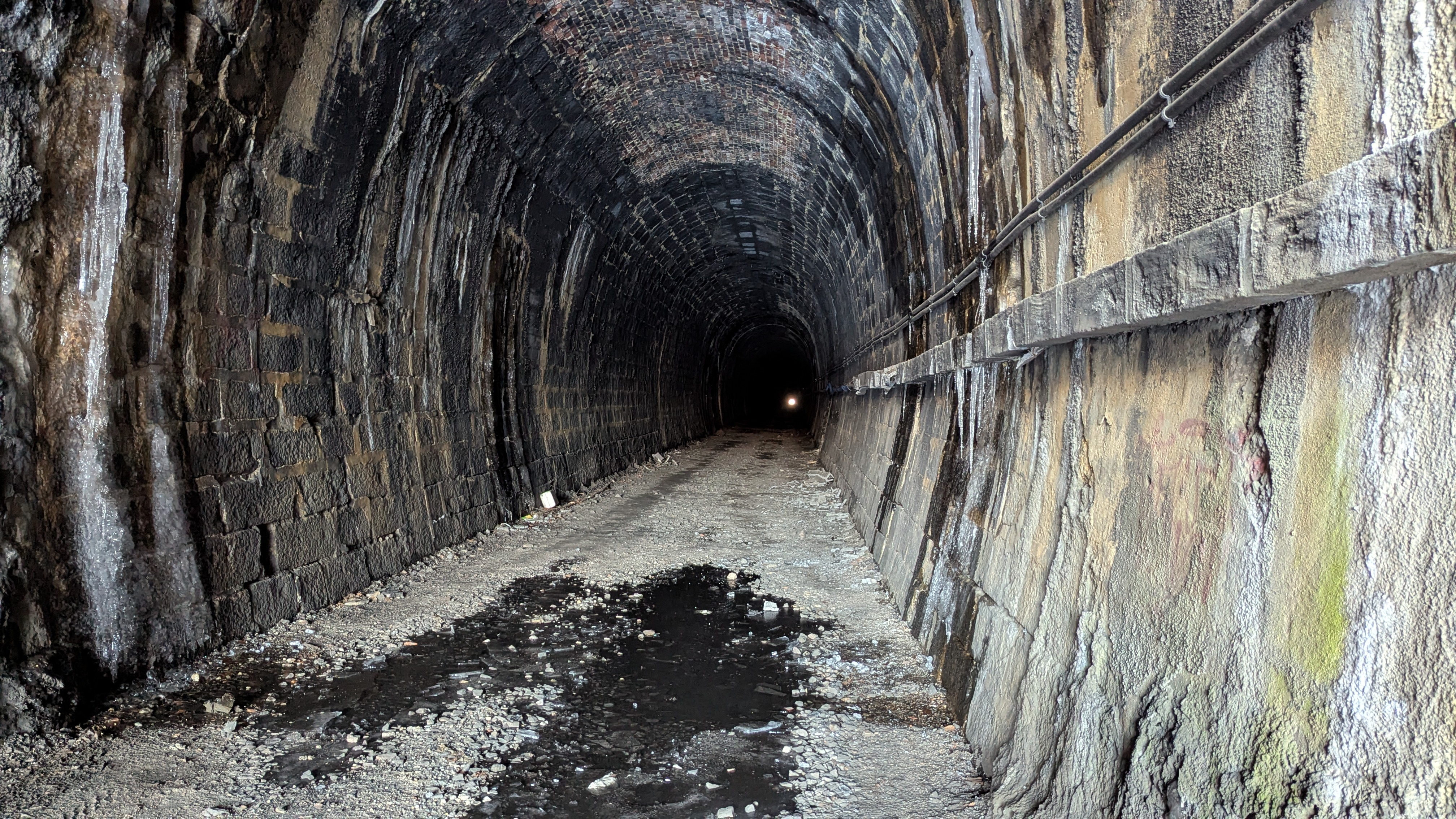
Blick in das Nordportal der Weströhre des Ochsenkopftunnels
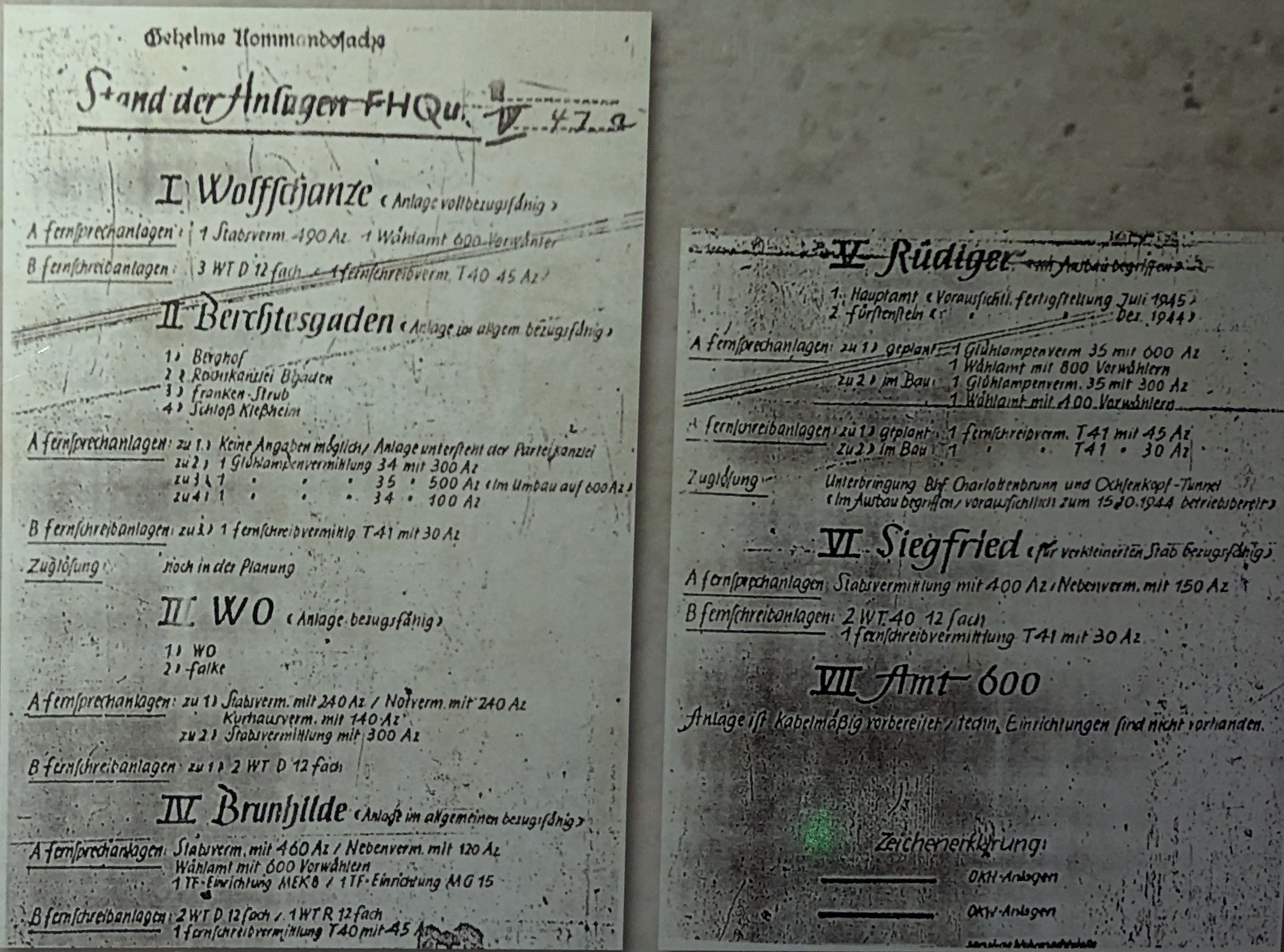
Stand der Anlagen FHQu - Rüdiger - Ochsenkopftunnel